# Euphorbia celastroides
Euphorbia celastroides  es una especie fanerógama perteneciente a la familia Euphorbiaceae. Es nativa de las islas Hawái.

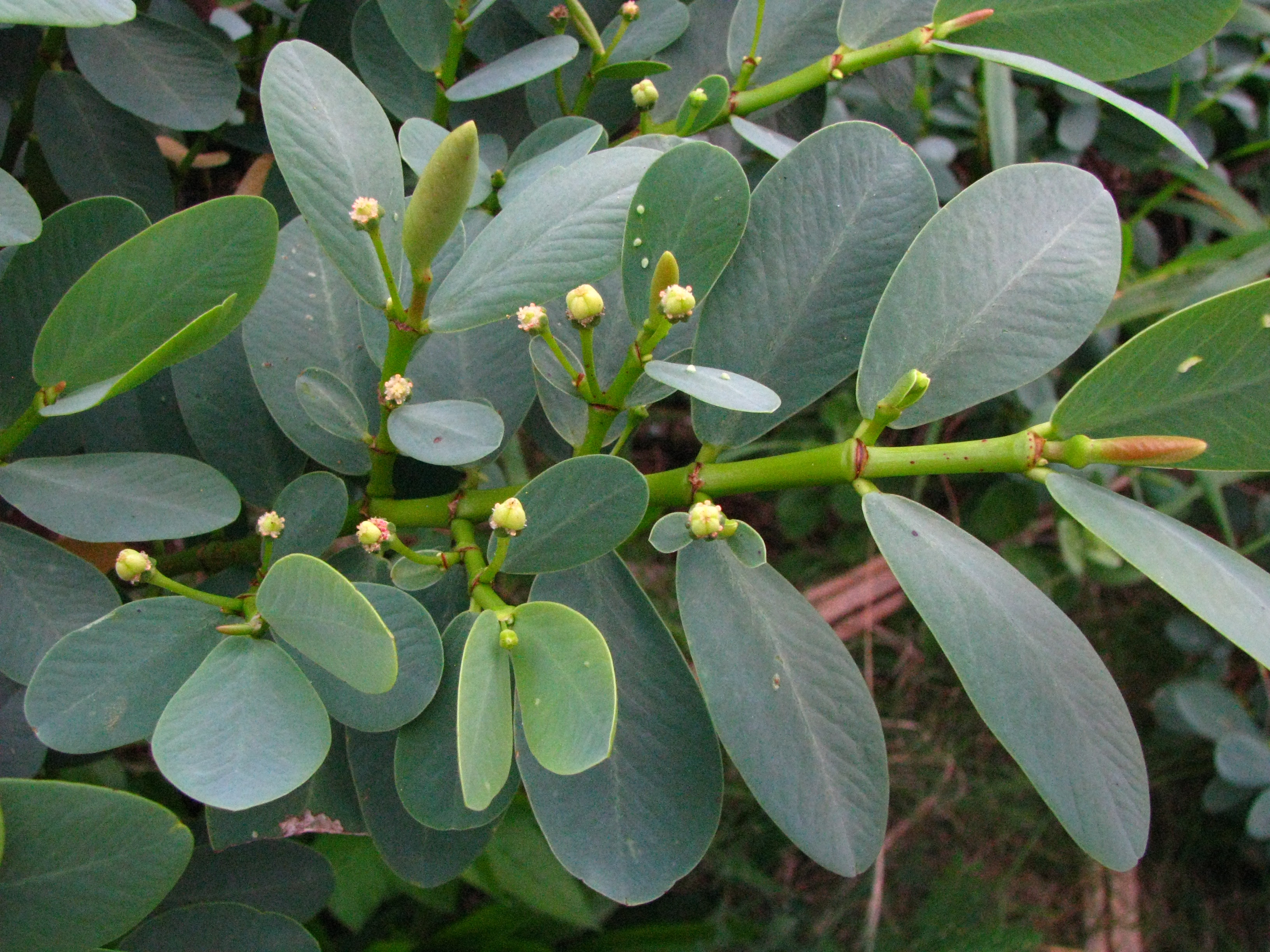
Hojas

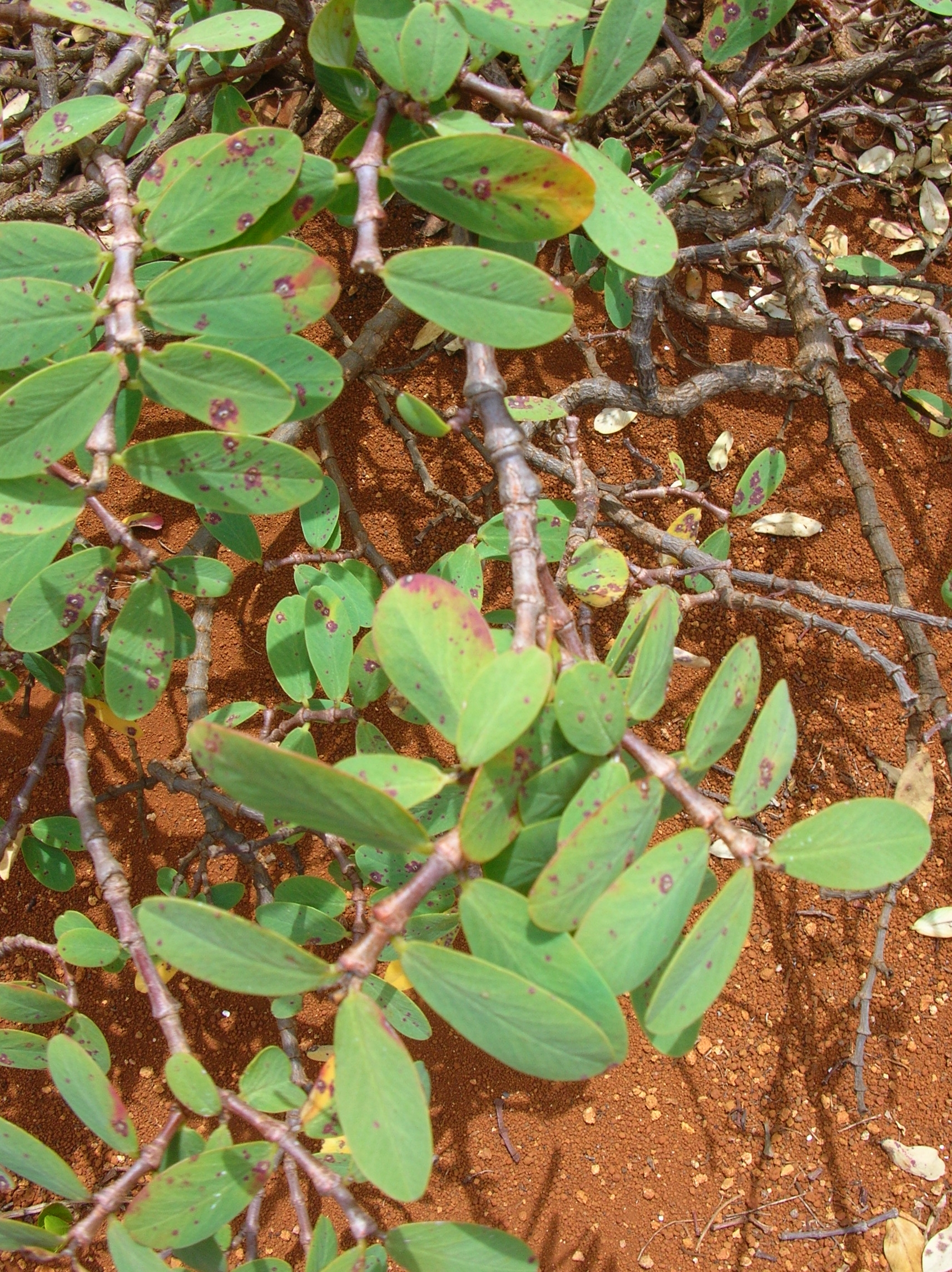
Vista de la planta

## Descripción
E. celastroides tiene un tamaño mediano de arbusto o árbol pequeño que alcanza los 2 metros de altura. Para crecer adecuadamente, esta especie requiere temperaturas de 15 °C  y la sombra.  Esta planta se desarrolla en una forma similar a un arbusto. En el verano,  asume una coloración rojo-violeta. No pierde sus hojas en el invierno, debido al clima cálido de su hábitat.  Esta especie es tolerante al calor y la sequía. Son susceptibles a las enfermedades fúngicas. Sus ciatios pueden estar ubicados en cimas cortas o abiertas ramificadas, o permanecer agrupados en la hoja de las axilas. Las hojas son dísticas (crecen en dos filas verticales) y puede tener un revestimiento glauco. Esta planta produce una fruta de color verde o marrón, redondeada de 2 a 4 mm de largo, que contiene semillas gris-marrón de 0,5 a 2,5 mm de largo.

## Distribución y hábitat
La mayoría de las variedades de esta especie sólo se puede encontrar en las islas hawaianas. E. celastroides es tolerante a la sequía y crece en zonas secas, en el interior y la costa. Esta especie es endémica de Polihale y Kanaio regiones de Kauai y Maui.

## Conservación
E. celastroides aún no ha sido evaluada por la UICN. Sin embargo, debido a su carácter endémico, es muy vulnerable a las amenazas humanas. Dos ejemplos de estas amenazas son los vehículos de cuatro ruedas (que aplastan a la planta) y la introducción de especies (que compiten por los recursos).

## Taxonomía
Euphorbia celastroides fue descrita por Pierre Edmond Boissier y publicado en Prodromus Systematis Naturalis Regni Vegetabilis 15(2): 11. 1862.
Etimología
Euphorbia: nombre genérico que deriva del médico griego del rey Juba II de Mauritania (52 a 50 a. C. - 23), Euphorbus, en su honor – o en alusión a su gran vientre –  ya que usaba médicamente Euphorbia resinifera. En 1753 Carlos Linneo asignó el nombre a todo el género.
celastroides: epíteto
Sinonimia
- Chamaesyce celastroides var. laehiensis (O.Deg., I.Deg. & Sherff) Koutnik
- Chamaesyce celastroides var. nelsonii (H.St.John) V.S.Raju & P.N.Rao
- Chamaesyce celastroides var. tomentella (Boiss.) Koutnik
- Chamaesyce lorifolia (A.Gray ex H.Mann) Croizat & O.Deg.
- Euphorbia annulata Nutt. ex Sherff
- Euphorbia lorifolia (A.Gray ex H.Mann) Hillebr.
- Euphorbia multiformis var. celastroides A.Gray
- Euphorbia multiformis var. kaalana Sherff
- Euphorbia multiformis var. lorifolia A.Gray ex H.Mann
- Euphorbia multiformis var. manoana Sherff
- Euphorbia multiformis var. perdita Sherff
- Euphorbia multiformis var. tomentella Boiss.
- Euphorbia oahuensis Skottsb.
- Euphorbia rivularis A.Heller
- Euphorbia stokesii C.N.Forbes[11][12]